# 红头林䳍
，是䳍形目䳍科的一种鸟类。

## 特征
红头林䳍体重约693克，翼长约191.2毫米，嘴峰长约33毫米，喙宽度约4.6毫米，喙厚度约6.2毫米，跗蹠长约58.8毫米，尾长约51.6毫米。红头林䳍在其分布区内为留鸟，其栖息在密集的高大的树木组成的森林中，食性为草食性。

## 分布
哥伦比亚中部的安第斯山脉和委内瑞拉的极西部；秘鲁中南部。